# Fissistigma latifolium
Fissistigma latifolium (Dunal) Merr. – gatunek rośliny z rodziny flaszowcowatych (Annonaceae Juss.). Występuje naturalnie w Indiach, południowych Chinach (w południowej części prowincji Junnan), w Wietnamie, Tajlandii, Malezji, Singapurze, Indonezji oraz na Filipinach. 

## Morfologia
PokrójZimozielone i zdrewniałe liany dorastające do 5 m wysokości. Młode pędy są owłosione.
LiścieMają kształt od podłużnego do podłużnie eliptycznego lub odwrotnie jajowatego. Mierzą 13–35 cm długości oraz 5–15 cm szerokości. Są owłosione od spodu. Nasada liścia jest zaokrąglona. Blaszka liściowa jest o ostrym wierzchołku. Ogonek liściowy jest owłosiony i dorasta do 10–15 mm długości.
KwiatyZebrane w wiechy o owłosionych osiach i długości około 20 cm, rozwijają się naprzeciwlegle do liści. Działki kielicha mają owalny kształt, są owłosione od wewnętrznej strony i dorastają do 5–6 mm długości. Płatki zewnętrzne mają czerwonawą barwę, są owłosione od wewnątrz i osiągają do 16–22 mm długości, natomiast wewnętrzne są owalne i mierzą 10–15 mm długości. Kwiaty mają owłosione słupki o podłużnym kształcie.
OwoceZebrane w owoc zbiorowy o kulistym kształcie. Są omszone, osadzone na szypułkach. Osiągają 2 mm średnicy.

## Biologia i ekologia
Rośnie w lasach. Występuje na wysokości od 500 do 1200 m n.p.m. Kwitnie od marca do listopada, natomiast owoce pojawiają się od czerwca do stycznia. 

## Zmienność
W obrębie tego gatunku wyróżniono jedną odmianę:
- Fissistigma latifolium var. ovoideum (King) J.Sinclair